# ネオブロックス
ネオブロックスはタカラトミーより販売されたゾイドシリーズに登場する架空の兵器群。2006年からの同玩具シリーズの主力商品としてリリースされた。

## 概要
ゾイドブロックスの新機軸。形式番号上、NBZ（ネオブロックス）とLBZ（レジェンドブロックス）とに分けられるが、基本的にネオブロックスコアを使用しているという点は変わらない。従来の5mmジョイントの軸・受け口も随所に存在しているので、ゾイドブロックスのパーツを流用することも可能。バイオゾイドで培われた関節機構も7mmボールジョイントやPOM製パーツの採用により関節保持力が高くなっているのも大きな特徴である。
本シリーズでは、従来の商品では付属されていたシールや広告チラシが同梱されていない。そして前シリーズ『ゾイドジェネシス（GZシリーズ）』の時とは逆に背景のストーリー性やキャラクターという各種付属要素をごく最低限に留め、純粋に玩具そのものを前面に推し出す方法を取っている。

## ストーリー
遠い未来の惑星Zi、戦闘機械獣ゾイドは既に伝説の中にだけ存在し、人工ゾイドであるブロックスや、小型ゾイドのみが平和な社会に溶け込んでいた。
元来闘争本能の強い恐竜型はそのコアデータとともに封印され、人々は扱いやすい哺乳類型や、小型の昆虫型を主に移動用、作業用として活用していた。古代ヘリック共和国を起源に持つビース共和国は、ブロックスシステムをさらに発展させたネオブロックスを完成させた。新型機「ブレイブジャガー」はテストを兼ねて秘密裏に非合法バトル競技「ZiEL」に参加。データ収集を行っていたが、突如暴走し基地を脱走してしまった。追跡の命を受けて出撃した「ハードベアー」はジャガーの発見と同時に、ダイナス帝国の「グランドラーゴ」が共和国首都を襲撃する場面に遭遇。惑星Zi支配を目論むダイナス帝国とビース共和国の戦いが始まった…。

## ビース共和国側機体

### ブレイブジャガー
| ブレイブジャガー BRAVE JAGUAR | ブレイブジャガー BRAVE JAGUAR |
| ----------------------------- | --- |
| 番号                          | NBZ-01 |
| 分類                          | ジャガー型 |
| 全長                          | 16.6m |
| 全高                          | 6.8m |
| 重量                          | 28.0t |
| 最高速度                      | 230.0km/h |
| 武装                          | ツインビームキャノン×2 スタビライズアンテナ×2 ブレイブバルカン砲×2 テイルナイフ ハイパーレーザーガン バイトファング ブレイブダガー×2 ストライクレーザークロー×4 |

ビース共和国･高速戦戦闘機獣。高速移動砲撃と近接攻撃に特化した機体であり、そのスピードで敵機を翻弄し、破壊力の高い武器で奇襲する一撃離脱戦法を得意とする。
主武装であるツインビームキャノンとブレイブダガーは、命中すれば同クラスのゾイドを一撃で葬り去る威力を秘める。ただし、最大戦速での稼動を継続すると駆動系に負荷が発生し、機能停止に陥る危険性がある。長く平和が続いた共和国の新鋭機体のため実戦データに乏しいものの、ゾイド同士の非合法バトル競技「ZiEL」に参加し、数度優勝した記録が残されている。
公式で単体の組み替えによるライオン形態が存在する（名称なし）。
唯一のウィークポイントを補うため、CBZ-01 メタルホッパーをブースターとして装備した「ブレイブジャガーメタルブーストカスタム」を通称「メタルジャガー」と呼ぶ。
作中の活躍
グランドラーゴを超高速性能で翻弄したが、高速稼動の限界を超えオーバーヒートを起こし、急激に動きが鈍くなりピンチに陥ってしまう。
備考
ニンテンドーDSのゲームソフト、『ゾイドサーガDS〜legend of arcadia〜』にも、「NEOBLOXパンサー」の名称で登場している。

### バリエーション(ブレイブジャガー)
鹿型
ハードベアーとの組換え例。首を上へ伸ばしたジャガーの頭部に、ベアーのビースインパクトキャノンとジャイアントクローを装備して角に見立てている。具体的な設定および機体名はない。
ジャガー・ザ・リッパー
CBZ-01 メタルホッパー、CBZ-02 スピアウイングをブレイブジャガー用CASのイメージで取り付けた格闘能力強化形態。メタルジャガーの胸部およびわき腹にブレードを4つ装備したような姿である。
マジェスティックレオ
BZ-012 レオストライカーとの組み換えで、ブロックスとネオブロックスの融合を念頭に制作。ブレイブジャガーのフレームにレオストライカーのパーツを張り付けたような構造で、背中にはザンブレイカーベースのブレードユニットを装備している。「四式獅子皇」のリングネームで非合法バトル競技「ZiEL」に参加している。

### ハードベアー
| ハードベアー HARD BEAR | ハードベアー HARD BEAR |
| ---------------------- | --- |
| 番号                   | NBZ-02 |
| 分類                   | クマ型 |
| 全長                   | 9.7m |
| 全高                   | 5.7m |
| 重量                   | 30.0t |
| 最高速度               | 180.0km/h |
| 武装                   | バイトファング 3連ビームキャノン ビースインパクトキャノン×2 ジャイアントクロー×4 6連衝撃砲 ハードポイント×2 ハードプロテクト×8 |

ビース共和国・重砲撃戦戦闘機獣。さまざまな戦局で性能を発揮できるように設計された汎用性の高い機体で、ビースインパクトキャノンの砲撃で僚機を支援し、接近戦では格闘で敵機を撃破する。特に機体の全重量を掛けて繰り出すジャイアントクローは強力。耐弾性に優れた厚い装甲を有しており、時には味方の盾となって活躍する。
また、水中を潜行することも可能で、上陸作戦などに投入され多大な戦果を上げたこともある。背部のハードポイントには目的に応じて様々な武器を装備でき、局地戦用にカスタマイズされた、様々なバリエーション機が生まれている。
作中の活躍
活動限界を迎えオーバーヒートしたブレイブジャガーを援護し、ジャガーと共にグランドラーゴを迎え撃った。

### バリエーション（ハードベアー）
ハードベアーシザーアームカスタム
CBZ-04 ハルパースの脚部をシザーアームとして方に取り付けた格闘能力強化形態。
獣人型
ハリケンホークとの組換え例。全身にホークのパーツを取り付け、重装備化した直立二足歩行形態。具体的な設定および機体名はない。
デストロイベアー
ハルパースのパーツをハードベアーの上半身に取り付けた形態。立ち状態のベアーの上半身のボリュームアップが狙いであり、前足の付け根にフレームパーツも追加されている。設定にある非合法バトル競技「ZiEL」に出場しているとされる。
ハングリードッグ
ブレイブジャガーとの組み換えで、ラブラドールレトリバーやポインターなどをイメージした猟犬型。武装バランスの取れた扱いやすい機体で、飛行型ゾイドに吊り下げられ戦場に降下する空挺ゾイドとしても運用される。砂漠仕様のベージュの種と特殊部隊仕様のグリーンの種が存在する。

### ハリケンホーク
| ハリケンホーク HURRICANE HAWK | ハリケンホーク HURRICANE HAWK                                                                                 |
| ----------------------------- | --- |
| 番号                          | NBZ-03 |
| 分類                          | タカ型 |
| 全長                          | 13.3m |
| 全高                          | 7.2m |
| 重量                          | 25.0t |
| 最高速度                      | マッハ3.0 |
| 武装                          | バイトビーク 2銃身30ミリ機関砲 バーティカルブレード AZミサイル×4 空対空ミサイル×2 爆撃用ボム×2 バスタークロー |

ビース共和国・航空戦戦闘機獣。ピース共和国航空戦力の要となる機体で、要撃戦闘任務のために開発された。
大型の可変翼によって自由自在な飛行を可能とし、広視界キャノピーにより操縦性に優れ、地を這うような匍状飛行で主に威力偵察任務で運用される。固定武装は2銃身30ミリ機関砲。その他にも対空、対地、対ゾイドなどの様々な目標に応じ翼下ハードポイントに専用の武装が取り付けられる。また、赤外線暗視装置を搭載し、夜間戦闘でも活躍。共和国軍の中でも屈指の格闘能力を誇り、上空から突如襲い掛かる嘴と爪は帝国兵を震え上がらせる。
作中の活躍
全弾を撃ち尽くし、グランドラーゴに追い詰められたブレイブジャガーとハードベアーの増援として現れ、グランドラーゴを爆撃で奇襲、バイトグリフォンに合体する隙を作る。

### バリエーション（ハリケンホーク）
ハリケンホークキラーバルカンカスタム
キラービーのパーツをキラーバルカンとして腹部に取り付けた砲撃能力強化形態。
グリフォン型
ブレイブジャガーとの組換え例。ジャガーのフレームをベースに、ホークの部品を取り付けたような姿。具体的な設定および機体名はない。
ファイターホーク
CBZ-02 スピアウイングのパーツを使い、ハリケンホークを格闘特化に小型化。ブロックと翼パーツを減らし、足フレームも組み換え全高を低くしている。
ブライトホーク
『ゾイドジェネレイションズ -ZOIDS GENERATIONS-』に登場。「地の底より這いいでしもの」を封印する役目を持つ、当代の「煌めく獣」にして「封印の刀」。自らの活動を最小限に抑え、残りの力で封印するため封印の間はほぼその生命活動を停止する。一定の周期で封印の力は衰えてしまうが、完全に封印が解けると同時に自身も再生の時を迎える。封印の際には2枚の翼で刃を、尾羽と頭で柄と石突を形成する「封印の刀」となる。
タタラ高地にある火山の火口から目覚め、マグマの中で熱せられていた熱を冷ましてからセキを乗せて最終決戦に参加。対になる当代の「輝く獣」であるライガーブルー・ソウガがくわえることで白装束を発現させマザーバイオを封印、そのままマグマの底へと消えて行った。

## ダイナス帝国側機体
3機共にコクピットブロックは共通であり、単独で飛行が可能。キャノピー式で、脱出装置も兼ねている。

### ラプトイエーガー
| ラプトイエーガー RAPTO JAGUAR | ラプトイエーガー RAPTO JAGUAR                                                                                     |
| ----------------------------- | --- |
| 番号                          | NBZ-04 |
| 分類                          | ヴェロキラプトル型                                                                                                |
| 全長                          | 16.6m |
| 全高                          | 10.4m |
| 重量                          | 24.0t |
| 最高速度                      | 200km/h |
| 武装                          | バイトファング マルチプルランチャー×2 ストライクレーザークロー×2 マルチアンテナ スマッシュテイル チェイスクロー×2 |

ダイナス帝国の近接戦戦闘機獣。他国侵攻用に開発された機体であり、対ゾイド戦を想定した格闘機能に特化して設計されているため、生物としての気性も荒い。
高速戦闘用に極限まで軽量化されているため、耐弾強度の低さを補って余りある機動力を発揮する。3機編成の小隊単位で行動する。標的をショットガンによる砲撃でかく乱した後、高速移動や跳躍で接近、両腕脚の鉤爪で急所を切り裂きトドメを刺す。帝国軍共通仕様のコックピットブロックは緊急時に分離して脱出ポッドになるため、機体の損壊を恐れずに戦い続ける残虐なハンター として共和国兵たちに恐れられている。
なお、頭部にマルチアンテナを装備した機体は指揮官機である。<
攻撃力、防御力、跳躍力のさらなる強化のため、CBZ-02 スピアウイングをスタンニードルとして装備した「ラプトイエーガースタンニードルカスタム」を通称「ラプトスラッシャー」と呼ぶ。
作中の活躍
機動性を生かしてバイトグリフォンを翻弄、装甲を切り裂き、砲撃能力に優れる僚機の援護につないだ。

### バリエーション(ラプトイエーガー)
獣人型
ステゴガンツァーとの組換え例。ラプトをステゴの部品で重装備化した直立二足歩行形態。具体的な設定および機体名はない。
Gスパイナー
LBZ01 LBゴジュラス、CBZ-01 メタルホッパー、CBZ-02 スピアウイングのパーツを使い、ラプトイエーガーをスピノサウルス型に改造。シルエットを整えるために、ステゴガンツァーの背鰭でボディラインをつないでいる。
ラプトクリーガー
単体組み換えで、ラプトイエーガーの格闘能力向上を追求した結果生まれた形態とされ、モチーフはリザードマン。
シュトゥルムラプト
ラプトイエーガーにハリケンホーク、ブラキオラケーテ、CBZ-01 メタルホッパーのパーツを追加、空陸両用にした機体。「始祖鳥」のリングネームで非合法バトル競技「ZiEL」に参加している。

### ステゴガンツァー
| ステゴガンツァー STEGO GANZER | ステゴガンツァー STEGO GANZER                                                                                      |
| ----------------------------- | --- |
| 番号                          | NBZ-05 |
| 分類                          | ステゴサウルス型                                                                                                   |
| 全長                          | 18.7m |
| 全高                          | 11.5m |
| 重量                          | 32.0t |
| 最高速度                      | 160.0km/h |
| 武装                          | ロングガンツァーキャノン×2 バイトファング ストライクレーザークロー×4 ハードプロテクト×4 3Dレーダー×4 放熱フィン×15 |

ダイナス帝国・砲撃戦戦闘機獣。他国侵攻用に開発された機体で、最小3機による小隊を編成し機動打撃部隊として作戦を遂行、敵機を中・長距離から砲撃する。
主武装であるロングガンツァーキャノンは強力無比であり、その威力と貫徹力を以って開戦時から数々の戦果を挙げてきた。背面に並ぶ多数のヒレは砲撃時に本体に蓄積される高熱を放出するための放熱板であり、長時間稼動を可能にしている。また、ハードポイントが最も多く設計されている機体の一つであり、装備バリエーションも多い。装備を換装することで接近戦にも対応。侵攻作戦の要となる。
作中の活躍
ラプトイエーガーが切り裂いたバイトグリフォンの装甲の傷を狙い、ロングガンツァーキャノンによる狙撃で援護した。

### バリエーション(ステゴガンツァー)
ステゴガンツァーガーニナキャノンカスタム
ガーニナルをガーニナキャノンとしてロングガンツァーキャノン一門と交換した砲撃能力強化形態。外したキャノンは反対側のキャノンの上部に装備している。
アマルガサウルス型
ブラキオラケーテとの組換え例。足と首を延長し、ブラキオのパーツで重装備化した形態。具体的な設定および機体名はない。
IG TYPE 011HD（IGタイプオーダブルワンHD）
単体での組み換えで、ヘルディガンナーを意識した形態。格闘砲撃どちらにも対応できるイグアナ型で、非合法バトル競技「ZiEL」でもポピュラーな機種とされる。同競技では機体名ではなくリングネームで呼ばれることが多く、「イグアナシャドウ」「アサシンズピンク」と呼ばれる個体が確認されている。作例では一部ジョイントをプラ材で補っている。
ディノバイパー
ハリケンホークとCBZ-02 スピアウイングとの組み換えによるトリケラトプス型。スタンニードルを襟飾り、ロングガンツァーキャノンを角に見立てた作例。

### ブラキオラケーテ
| ブラキオラケーテ BRACHIO RAKETE | ブラキオラケーテ BRACHIO RAKETE |
| ------------------------------- | --- |
| 番号                            | NBZ-06 |
| 分類                            | ブラキオサウルス型 |
| 全長                            | 20.5m |
| 全高                            | 10.8m |
| 重量                            | 29.0t |
| 最高速度                        | 140.0km/h |
| 武装                            | 地対空誘導ミサイルポッド×2 高射機関砲×2 バイトファング ストライクレーザークロー×4 スマッシュテイル 捜索･追随レーダー 衝撃制御バーニア |

ダイナス帝国・地対空戦戦闘機獣。 敵航空ゾイドの攻撃から僚機を高射機関砲で防衛し、地対空誘導ミサイルポッドでさらに広域を防空する。
頭部には捜索レーダー、追随レーダーを収容しており、これらによって射撃統制が行われているため、その砲撃は高い命中精度を誇る。また、機体は馬力重視の特性を持つためにより大型兵器の搭載が可能である。補給部隊では大量の物資を輸送するカーゴを牽引する仕様もある。制圧した地域においては占領の旗印として護衛ゾイドを随伴し配備され、帝国の支配を誇示すると同時に陣地奪還を企てる敵勢力をその長い機首で監視している。
作中の活躍
高機動によりバイトグリフォンを翻弄するラプトイエーガーを、ステゴガンツァーと共に援護した。

### バリエーション（ブラキオラケーテ）
ブラキオラケーテデッドランチャーカスタム
デッドバスターの胴体をデッドランチャーとして腰に追加した爆装能力強化形態。
プレシオサウルス型
ラプトイエーガーとの組換え例。高射機関砲とマルチプルランチャーを前後の鰭に見立てている。具体的な設定および機体名はない。
TS・オクトパニッシュ
ラプトイエーガー、ステゴガンツァー、LBZ01 LBゴジュラスとの組み換えで、ダイナス帝国の近畿のチェンジマイズ実験の結果発見された「チェンジマイズミューテイション」でタコ・ミュータント型。特異者しか扱えないことから「ツイステッドシングス～歪んだ生物～（TS）」というカテゴリーが与えられた。
共和国侵攻前に非合法バトル競技「ZiEL」に謎のウォーリアーとして潜り込んだ帝国の尖兵。ちなみにメタ的なイメージは怪人であり、そのため外見の印象はタコ人間。
TS・デッドクラブ
ステゴガンツァー、CBZ-04 ハルパース、CBZ-05 キラービー、CBZ-06 デッドバスターとの組み換えで、TS・オクトパニッシュ同様カニ・ミュータント型。デコボココンビ的な印象を与えられるよう、対照的なシルエットをしており、外見の印象はカニ人間。TS・オクトパニッシュとともに非合法バトル競技「ZiEL」に謎のウォーリアーとして潜り込んだ帝国の尖兵。

## 合体形態

### バイトグリフォン
| バイトグリフォン BITE GRIFFON | バイトグリフォン BITE GRIFFON |
| ----------------------------- | --- |
| 番号                          | NBZ-09 |
| 分類                          | グリフォン型 |
| 全長                          | 18.7m |
| 全高                          | 6.8m |
| 重量                          | 44.0t |
| 最高速度                      | マッハ1.8 |
| 武装                          | バーティカルブレード ツインビームキャノン×2 ビースインパクトキャノン×2 バイトファング ジャイアントクロー×2 バスタークロー×2 ブレイブダガー×2 ハイパーレーザーガン 2銃身30mm機関砲 AZミサイル×4 爆撃用ボム×2 空対空ミサイル×2 |
| 得意技                        | マグネッサーバースト |

ビース共和国の決戦用戦闘機獣。同国が帝国のチェンジマイズ技術を極秘裏に入手し、それを元にブレイブジャガー、ハードベアー、ハリケンホークを合体させて新造した機体で、『幻獣王』とも呼ばれる。
これまでの運用試験では3機のコアシンクロ率が高まらなかったことから暴走を繰り返していたが、ダイナス帝国軍の『グランドラーゴ』迎撃戦に於いて緊急合体した際に機体の制御に成功。侵略部隊を撃退する戦果を上げた。これは実戦によってゾイドの生存本能が引き出された結果と考えられており、さらなる合体の研究開発が進められている。
翼が生む電磁力を3機のゾイドコアで増幅、ジャイアントクローに一点集中させ敵に撃ち出すエネルギー波、『マグネッサーバースト』が必殺技。
ブレイブジャガー、ハードベアー、ハリケンホークの成形色を統一したカラバリセット商品。
青はブルーメタリック、水色はメタリックライトグリーン、クリアパーツはオレンジからグリーンに変更している。
作中の活躍
飛行能力による機動性でグランドラーゴを翻弄し、侵攻部隊を撃退した。

### バリエーション（バイトグリフォン）
バイトグリフォンスピアー
「ゾイドカードコロシアム」に登場。翼に大型の槍を装備したバイトグリフォン。
カラーリングは、バイトグリフォンの青部は黒、白部は青、ビースインパクトキャノン以外の金部は黒。
バイトグリフォンソード
「ゾイドカードコロシアム」に登場。
翼にブーストソードを二本追加し、頭部のバーティカルブレードを異なるデザインの大型ブレードに変更。
カラーリングは大まかに、爪と頭頂部装甲はダークグレー、頬・足装甲・尾翼・ビースインパクトキャノン・ソードは金、その他は白。
また頭部ブレード大型化に伴い、ハードベアーのコックピットハッチが頭頂部装甲前方に追加されている。
カードは『コロコロコミック』 2007年1月号の付録として配られた。
なお、追加されたブーストソードは、ZP-A ゾイドパワーアップパーツ・セットAのバイオクラッシャーを加工したもの。
バイトグリフォンレッド
ニンテンドーDSソフト「ゾイドバトルコロシアム」に登場。
カラーリングは、バイトグリフォンソードのダークグレー部は金、金部は銀、白部は赤。
アルティメットキマイラ
ラプトイエーガー、ステゴガンツァーのパーツを追加したキマイラ型。右肩にステゴガンツァーの3Dレーダーをつけ龍に見立てたラプトイエーガーの首、左肩にラプトイエーガーのチェイスクローをつけヤギに見立てたハードベアーの首、尾に蛇に見立てたステゴガンツァーの首を装備している。
ボリュームアップに伴い四肢にブロックを追加し大型化、火器も使用ゾイド全てのものを装備した重武装形態。

### グランドラーゴ
| グランドラーゴ GROUN DRAGO | グランドラーゴ GROUN DRAGO |
| -------------------------- | --- |
| 番号                       | NBZ-10 |
| 分類                       | ドラゴン型 |
| 全長                       | 27.4m |
| 全高                       | 8.6m |
| 重量                       | 65.0t |
| 最高速度                   | 140km/h |
| 武装                       | ロングガンツァーキャノン×2 地対空誘導ミサイルポッド×2 マルチプルランチャー×2 バイトファング ストライクレーザークロー×2 チェイスクロー×2 高射機関砲×2 スマッシュテイル×3 マルチプルアンテナ×2 放熱フィン×13 |
| 得意技                     | グランドバースト |

『暴君竜』の暗号名を持つダイナス帝国・強襲制圧戦闘機獣。ラプトイエーガー、ステゴガンツァー、ブラキオラケーテの三体を帝国独自のチェンジマイズ技術によって強制合体させたゾイドであり、単独で共和国軍の一個師団を殲滅可能な戦闘能力を有するとされる。その一方で凶暴性が増大しており、常に暴走の危険を伴う。
そのため、操縦不能などの緊急時には、自爆システムを作動させ友軍への被害を防ぐ措置を取っている。コクピットは激しい気性をこの機体を抑え付けるために3機分必要としており、脱出艇を兼ねている。
ビース共和国侵攻作戦においては、遭遇した敵機獣を撃破寸前まで追い詰め、多数のゾイドパーツを帝国へと奪い去った。必殺技の『グランドバースト』は、全砲門を目標に一点集中させ苛烈な砲撃を加える全破壊砲火である。
ラプトイエーガー、ステゴガンツァー、ブラキオラケーテの成形色を統一したカラバリセット商品。全体的に暗いメタリックカラーになり、ステゴガンツァーの金をメタリックグレー、クリアパーツはパープルからイエローに変更している。
作中の活躍
ブレイブジャガーの超高速性能、ハードベアーの重火力に翻弄されるも、重装甲やパワーにより圧倒、バイトグリフォンには遅れを取ったものの、戦局に応じて合体・分離を繰り返し目標殲滅に最大限有効な戦法を取るといったチェンジマイズ技術の運用により能力差をカバー、互角の戦闘を繰り広げた。

### バリエーション（グランドラーゴ）
グランドラーゴキャノン
「ゾイドカードコロシアム」に登場。背中に大型キャノン砲を装備したグランドラーゴ。
カラーリングは通常機の赤い部分が白、頭部に追加されたヘッドギアと背鰭は青。
グランドラーゴブルー
NDS「ゾイドバトルコロシアム」に登場。
青色のグランドラーゴ。目はオレンジ。
前足にブレードを装備している。また、頭部に装甲が追加されている。
グランドラーゴブレード
NDS「ゾイドバトルコロシアム」に登場。
前足にバスターソード、頭部に鬣状の可動式バルカンを装備したグランドラーゴ。ロングツァーキャノンをバスターソードの保持アームに加工しており、頭部のバルカンともどもレオストライカーのパーツを使っている。
カラーリングは大まかに、全身は黒、ブロックは金、装甲は赤。

### ヴァルキリーシーザー
| ヴァルキリーシーザー VALKYRIE CAESAR | ヴァルキリーシーザー VALKYRIE CAESAR |
| ------------------------------------ | --- |
| 番号                                 | NBZ-11 |
| 分類                                 | ライオン型 |
| 全長                                 | 22.5m |
| 全高                                 | 7.5m |
| 重量                                 | 57.0t |
| 最高速度                             | 240km/h |
| 武装                                 | ヴァルキリーブレード ツインインパクトキャノン×2 ブレイブダガー×2 クラッシュバイト ストライクレーザークロー×2 ジャイアントクロー×2 3連ビームキャノン 6連装衝撃砲 3連キャノン×2 ブレイブバルカン砲×4 ハードプロテクト×8 Eシールド発生装置×5 放熱フィン×6 テイルナイフ |
| 得意技                               | ヴァルキリーズブランド（戦女神の刻印） |

G2レックスの圧倒的な火力と格闘能力への対抗策としてビース共和国が開発した大型高速格闘機獣。機体基部には"レジェンド"ムラサメライガーのゾイドコアが移植されており、その性能を最大限に発揮するためライオン型に設計された。また、装備も簡略化されている。
背部に搭載したツインインパクトキャノンで長距離～中距離の敵の動きを封じ、距離をつめた後に両前足に装備したブレードとダガーで致命傷を負わせる戦術を得意とする。ブレードで斬り付けた敵装甲に大きな傷跡を残すことから、その斬撃は 「ヴァルキリーズブランド（戦女神の刻印）」と呼称される。
チェンジマイズ機ではなく単体の機体。ナンバリング上はG2レックスよりも若いが、設定上はこちらがG2レックスに対抗して開発された機体である。キットはLBZ02 LBムラサメライガー、ブレイブジャガー、ハードベアーの成形色変更版のセット商品となっており、LBムラサメライガーは鬣の一部が塗装されている。ブレイブジャガーは白をガンメタ、青を白、金を黒、クリアパーツをイエローに変更。ハードベアーは青と水色を紺に統一、金を黒、クリアパーツをイエローに変更。LBムラサメライガーは青を白、銀をメタリックグレー、クリアパーツをオレンジに変更。その他、フレームとブロックもガンメタに変更している。
武装
ヴァルキリーブレード
左手首に装備。
ツインインパクトキャノン、3連ビームキャノン、6連装衝撃砲
背中に装備。
ブレイブダガー
右手首に装備。
クラッシュバイト
牙。
ストライクレーザークロー
ジャイアントクロー
前足の爪。
3連キャノン
尾端に装備。
ブレイブバルカン砲
後足等に装備。
ハードプロテクト
Eシールド発生装置
タテガミのうち、上の金色の部分。
放熱フィン
タテガミのうち、左右の白い部分。
テイルナイフ
尾端。
作中の活躍
G2レックス部隊の猛攻に、事態を重く見た共和国本部はかねてから「禁忌」とされていた古代のゾイドコアの再活性化に寄る新兵器開発を決定、バイトグリフォンを上回る巨体を持つ、地上戦用高速格闘機獣として誕生。共和国の希望を背負った1号機にはブレイブジャガー小隊のレジルド少佐が乗り込み、共和国の首都奪還作戦がはじまるのだった。

### G2レックス
| G2レックス GOJULAS GUN REX | G2レックス GOJULAS GUN REX |
| -------------------------- | --- |
| 番号                       | NBZ-12 |
| 分類                       | ティラノサウルス型 |
| 全長                       | 26.5m |
| 全高                       | 8.3m |
| 重量                       | 68.0t |
| 最高速度                   | 180km/h |
| 武装                       | ロングガンツァーキャノン×2 ロングレンジキャノン×2 ハイパーバイトファング チェイスクロー×2 ストライクレーザークロー×2 2連装ヘビーマシンガン×2 ADMビーム砲×2 マクサー多用途マシンガン×2 マルチプルランチャー×2 スマッシュテイル 放熱フィン×12 3Dレーダー×4 |
| 得意技                     | G-エクスプロージョン |

対バイトグリフォン用に開発されたゾイドで、「ゴジュラス-ガン-レックス」通称「G2レックス」と呼称される。
太古の地層から発掘した"レジェンド"ゴジュラスのゾイドコアとパーツを利用した機体で、ゴジュラスの凶暴性と接近戦での長所を残しつつ、へリック共和国時代に欠点とされていた機動力は脚部パーツの強化により補われている。また、背部には長距離攻撃用のキャノン砲を4門装備した。ゴジュラスのコアより出力されるエネルギーを4門のキャノン砲から一斉に発射する「G-エクスプロージョン」という攻撃を持ち、空中のバイトグリフォンを一撃で撃墜する破壊力と精度を兼ね備えている。
ヴァルキリーシーザーと同じく単体の機体という設定である。キットはLBゴジュラス、ラプトイエーガー、ステゴガンツァーの3体セットで、それぞれ装甲色が全て赤系で統一されている。LBゴジュラスは銀をワインレッド、ガンメタを銀、クリアパーツをレッドに変更。ラプトイエーガーは赤をワインレッド、尾をガンメタ、金をメタリックシルバー、クリアパーツをブラウンに変更。ステゴガンツァーは赤・ピンク・小豆色をワインレッドに統一、金を銀、クリアパーツをブラウンに変更。その他、フレームとブロックもガンメタに変更している。
元はマスクド・ライガーDの作例として店頭配布のチラシに掲載された物。
武装
ロングガンツァーキャノン
背部ユニット上側に装備。元はステゴガンツァーの装備。
ロングレンジキャノン
背部ユニット下側に装備。元はLBゴジュラスの装備。
ハイパーバイトファング
牙。頭部はLBゴジュラスのもの。
チェイスクロー
両足の爪。元はLBゴジュラスの装備。
ストライクレーザークロー
両手の爪。元はラプトイエーガーの装備。
2連装ヘビーマシンガン
脚部に装備。
ADMビーム砲
胸に装備。
マクサー多用途マシンガン
尾端に装備。元はLBゴジュラスの装備。
マルチプルランチャー
腕に装備。元はラプトイエーガーの装備。
スマッシュテイル
尾。元はLBゴジュラスの装備。
放熱フィン
背部に装備。元はステゴガンツァーの装備。
3Dレーダー
脚部に装備。元はステゴガンツァーの装備。
作中の活躍
圧倒的戦力により共和国を各戦地で次々に壊滅状況に陥れ、バイトグリフォンを撃破。かつて「ヘリックの守り神」と言い伝えられたゴジュラスのコアを搭載する本機だが、共和国首都を陥落させたその姿はもはや「魔龍」と呼ぶモノに変貌していた。

### ラプトカイザー
ラプトイェーガー、ステゴガンツァー、ハリケンホーク、そしてCBZ-04 ハルパースを組み合せて作られたオリジナルチェンジマイズゾイド。ただし他の合体形態商品と異なり、元となった4種のパーツの全ては入っていないために別々に組み立てることはできない。
『月刊コロコロコミック』で募集されたオリジナルチェンジマイズコンテスト入賞作品の色変え商品バージョンで、サービスとしてLBダークホーンのビーム砲とガトリング砲のパーツを追加してイベントにて限定発売された。
ラプトイェーガーは赤をメタリックライトブルー、フレームをメタリックブルー、クリアパーツをレッドに変更。ただし、組立てるには手爪と尾が不足。ステゴガンツァーは赤とピンクをメタリックライトブルーに統一、小豆色をメタリックブルークリアパーツをレッドに変更。ただし、組立てるにはフレームが不足。ハリケンホークは青をメタリックライトブルー、白を金、金をメタリックライトオレンジに変更。ただし、組立てるには頭部・胸部フレーム・翼パーツ一対が不足。ハルパースは金に変更。ただし、セットには足しか入っていない。